# Isabel Juliana de Sousa Coutinho Paim
Isabel Juliana de Sousa Coutinho Paim (Lisboa, Reino de Portugal, dezembro de 1753 – Genebra, Suíça, 10 de abril de 1793) foi uma aristocrata portuguesa, conhecida por se casar, contra a sua vontade, com D. José Francisco Xavier Maria de Carvalho Melo e Daun, filho do marquês de Pombal. Mantendo-se virgem após o matrimónio, não permitindo a consumação da sua união, o caso gerou um enorme escândalo na sociedade portuguesa, passando a jovem aristocrata a ser referida por muitos pelo cognome de “Bichinho de Conta”.

## Biografia

### Nascimento e Família

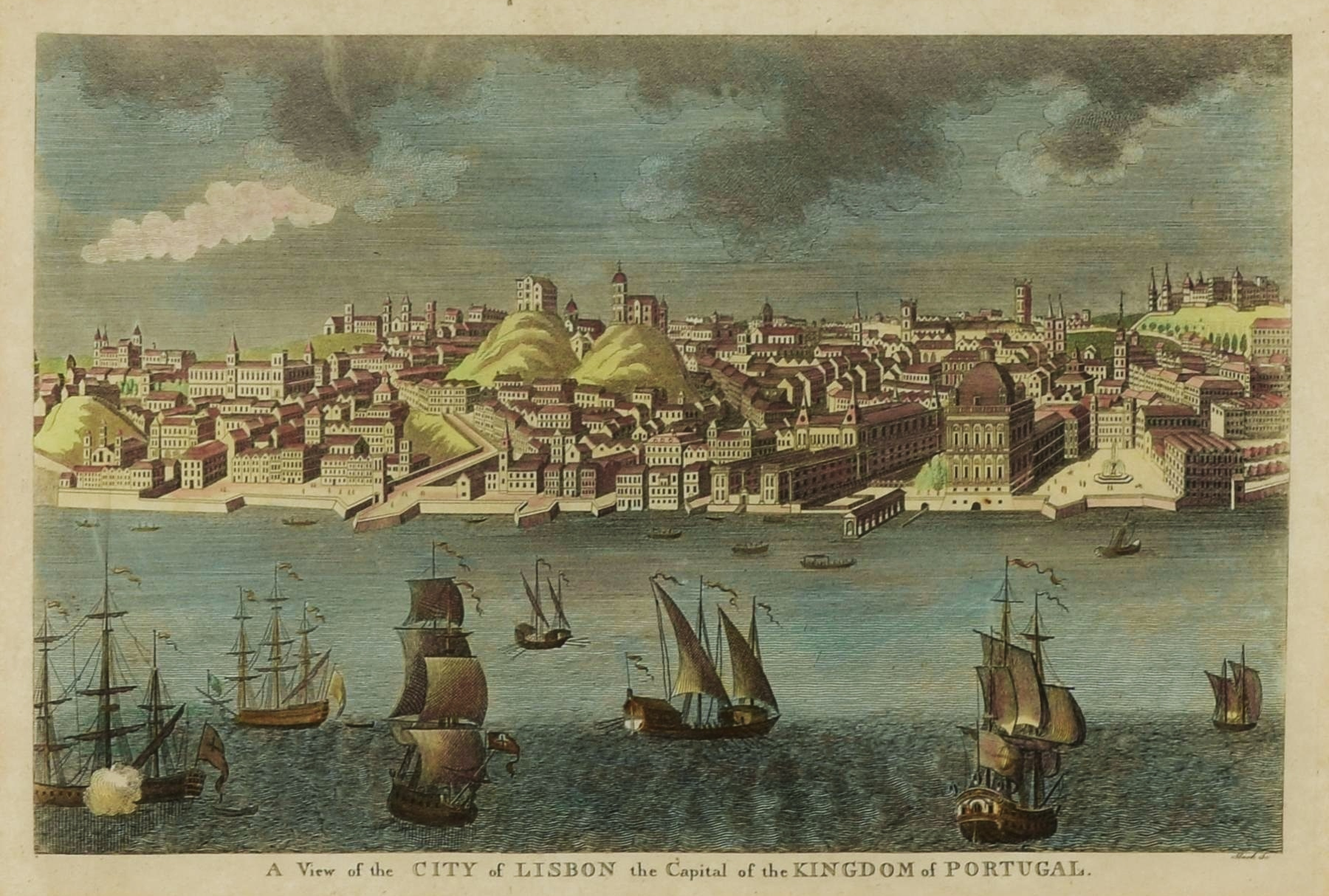
Retrato da cidade de Lisboa vista do rio, durante o século XVIII.

Nascida em dezembro de 1753, no Palácio dos Monteiro Paim, também referido como Solar dos Conde d'Alva, na Rua Formosa, actual Rua do Século, em Lisboa, Isabel Juliana Bazelisa José de Sousa Coutinho Monteiro Paim era filha de D. Vicente Roque de Sousa Coutinho de Menezes Monteiro Paim (1726-1792), embaixador português em Paris, e de D. Teresa Rita Vital da Câmara (1734-1753).
Oriunda de algumas das mais ricas famílias da nobreza portuguesa, pelo lado materno era neta de D. Luís José da Câmara, senhor das Ilhas Desertas, e de sua esposa D. Isabel Maria de Mendonça e Moura, descendente de D. Nuno de Mendonça, 1.º conde de Vale de Reis, e de D. Pedro António de Meneses Noronha de Albuquerque, 1.º marquês de Angeja, 2.º conde de Vila Verde e 3º vice-rei do Brasil e vice-rei da Índia Portuguesa. Pelo lado paterno era neta de D. Maria Antónia de São Boaventura Menezes Monteiro Paim, filha do secretário de estado Roque Monteiro Paim, descendente de D. Luís Monteiro Paim, 1.º marquês de Santa Iria e 3.º conde de Alva, e de seu marido D. Rodrigo de Sousa Coutinho Castelo-Branco e Menezes, filho de D. Fernão de Sousa de Castelo-Branco Coutinho e Menezes, 10.º conde de Redondo, e descendente de D. Rodrigo Lobo da Silveira, 1.º conde de Sarzedas.
Detentora de vários títulos nobres, após a morte da sua mãe, que não resistiu ao parto, D. Isabel Juliana de Sousa Coutinho Paim passou a viver com a sua avó paterna no palácio de sua família, recebendo uma educação primorosa a cargo de vários tutores e amas particulares.

### Casamento

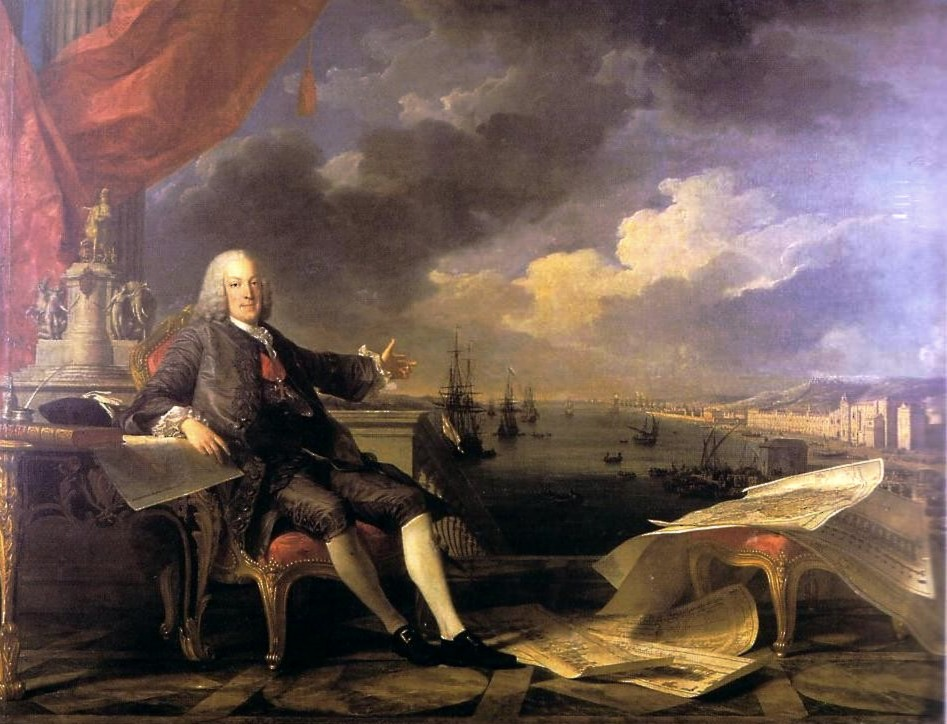
Retrato do Marquês de Pombal (1766), por Louis-Michel van Loo e Claude Joseph Vernet.

Com 14 anos de idade, devido à sua condição aristocrática e enorme fortuna, a jovem fidalga tornou-se numa das noivas mais cobiçadas do período pombalino. Ambicionando consolidar o estatuto social e político da sua família, Sebastião José de Carvalho e Melo, ministro do rei D. José I e então 1.º conde de Oeiras, posteriormente 1.º marquês de Pombal, escolheu a herdeira do morgadio da Casa de Alva para casar com o seu segundo filho varão, D. José Francisco Xavier Maria de Carvalho Melo e Daun, propondo a união à matriarca da família, que intercedeu a favor da mesma quando informou por carta o seu filho, que se encontrava fora do país em serviço diplomático. Contudo, D. Isabel Juliana de Sousa Coutinho Paim estava apaixonada desde tenra idade por D. Alexandre de Sousa Holstein, filho da princesa Maria Anna Leopoldine von Schleswig-Holstein-Sonderburg-Beck e de D. Manuel de Sousa, senhor de Calhariz e conde de Sanfrè de Piemonte, que havia sido mandado prender pelo conde de Oeiras anos antes, e quando soube da proposta para se casar com outro que não o seu amado, rapidamente a rejeitou.
Após muita insistência por parte do conde de Oeiras e várias rejeições, durante os meses que se seguiram, temendo represálias pela influência que o conde tinha, D. Vicente Roque Monteiro Paim acabou por aceitar a união das duas famílias, ordenando ao frei Manuel de São Boaventura, seu tio e religioso carmelita descalço, que a convencesse a aceitar a sua decisão, estando então a sua filha e única herdeira obrigada a contrair o matrimónio.
A 11 de abril de 1768, sendo forçada a dizer o "sim", D. Isabel Juliana de Sousa Coutinho Paim casou-se com D. José Francisco de Carvalho e Melo, no oratório da casa onde residia D. Maria Antónia de São Boaventura e Menezes Monteiro Paim, em Lisboa, na presença do clérigo Paulo António de Carvalho e Mendonça, que oficializou a cerimónia, Sebastião José de Carvalho e Melo e D. Henrique José de Carvalho e Melo, irmão mais velho do noivo, assumindo ambos o papel de padrinhos e testemunhas. Negando-se mesmo assim a assumir o filho do conde como seu marido, durante a noite de núpcias a jovem recém-casada não permitiu que este consumasse o matrimónio, persistindo a resisti-lo nos anos que se seguiram, mesmo após se mudar para o Palacete dos Carvalhos de Melo, também na Rua Formosa, em Lisboa, e inúmeras tentativas de persuasão por parte da sua avó e da tia paterna, D. Leonor Ana Luísa Josefa de Portugal.

### Anulação do Casamento
Não sendo segredo os episódios onde D. Isabel Juliana de Sousa Coutinho Paim demonstrava íntima e publicamente o seu desdém por D. José Francisco de Carvalho e Melo, a história rapidamente se espalhou pela sociedade portuguesa, sendo o filho do futuro marquês de Pombal ridicularizado e a sua jovem esposa passado a ser referida por muitos como "a sempre noiva" ou ainda "o bichinho de conta", em referência ao isópodo terrestre conhecido como bicho-de-conta, que se fecha em si mesmo quando se sente ameaçado ou em perigo. Devido a esse cognome, tanto o Palácio dos Monteiro Paim e o Palacete dos Carvalho e Melo, ambos situados na mesma rua de Lisboa, passaram a ser conhecidos posteriormente como o "Palácio do Bichinho de Conta".
Chegando todos à conclusão de que a união do casal nunca iria ocorrer, a 15 de agosto de 1771, D. Isabel Juliana de Sousa Coutinho Paim foi forçada a se recolher no convento de Santa Joana, em Lisboa, onde a abadessa era irmã do seu sogro, no dia em que o então já marquês de Pombal pediu a dissolução do casamento de seu filho ao cardeal patriarca Saldanha da Gama e ao cardeal Cosme da Cunha.

«(…) Quarto facto: Que pelo espaço de três anos e quatro meses que decorreram desde 11 de abril de 1768 em que a dita senhora se recebeu até 15 de agosto de 1771 em que foi recolhida no mosteiro de Santa Joana havendo sido sucessivamente persuadida e admoestada com as razões mais cristãs e mais prudentes, por seu próprio pai, pela dita senhora, próximos parentes de ambas as famílias, todas estas diligências foram inúteis porque não produziram outros efeitos que não fossem, primeiro: mostrar a dita senhora cada dia mais rebelde e mais obstinada a inflexibilidade do referido ódio; segundo: excogitar novos pretextos para apartar de si o dito seu esposo, de sorte que não pudesse com ele juntar-se, chegando a dizer que seria muito útil, que antes disso fosse viajar alguns anos pelos países estrangeiros; terceiro: chegar a alienar-se até aos excessos de se dizer que cosia os lençóis da cama e punha barreiras entre o seu lugar e o do seu referido esposo para que a ela não pudesse chegar. (…) Com estes urgentes motivos tornaram pois os mesmos suplicantes o expediente de fazerem separar os sobreditos seu filho e nora até buscarem recurso competente, mandando interinamente debaixo de pretextos decorosos o primeiro para a Universidade de Coimbra e a segunda para o convento de Santa Joana de Lisboa. (…)"

— Carta do Marquês de Pombal aos Cardeais Francisco de Saldanha da Gama e João Cosme da Cunha (1771)
Após serem ouvidas várias testemunhas e os dois cônjuges, o pedido recebeu um parecer favorável dos representantes da igreja católica portuguesa e do Papa Clemente XIV, sendo finalmente obtida a anulação a 16 de julho de 1772.

### Clausura Monástica

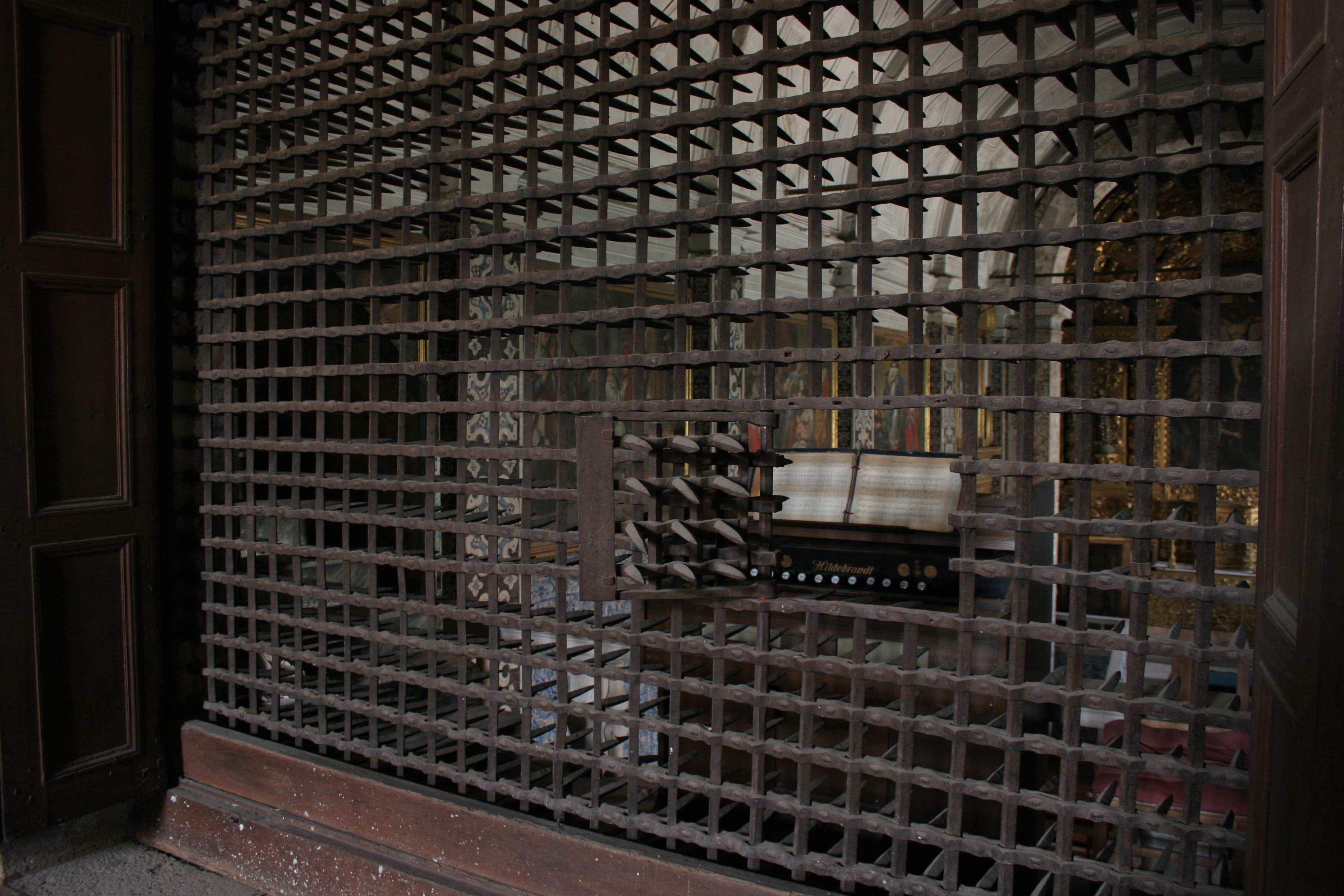
Convento do Monte Calvário, em Évora

Furiosa com a sua neta, D. Maria Antónia de São Boaventura e Menezes Monteiro Paim escreveu ao rei D. José I, explicando que esta seria castigada, permanecendo num convento por toda a sua vida, com proibição de falar ou comunicar com todos aqueles que fossem externos à vida monástica, quer presencialmente quer por escrito, numa tentativa de assim se remediar a situação e de se recuperar a honra de ambas as famílias envolvidas. Concordando com a decisão, o rei ordenou que D. Isabel Juliana de Sousa Coutinho Paim fosse então, a 18 de julho de 1772, enviada para o convento do Monte Calvário em Évora, onde viveria em total clausura monástica.
Indiferente ao destino da ex-nora, o marquês de Pombal casou o seu filho com D. Francisca de Paula do Pópulo Lorena e Albuquerque, herdeira da Casa dos Távoras, cujos familiares tinham sido executados por crime de lesa-majestade em 1759, levantando-se um novo escândalo entre a alta nobreza portuguesa.

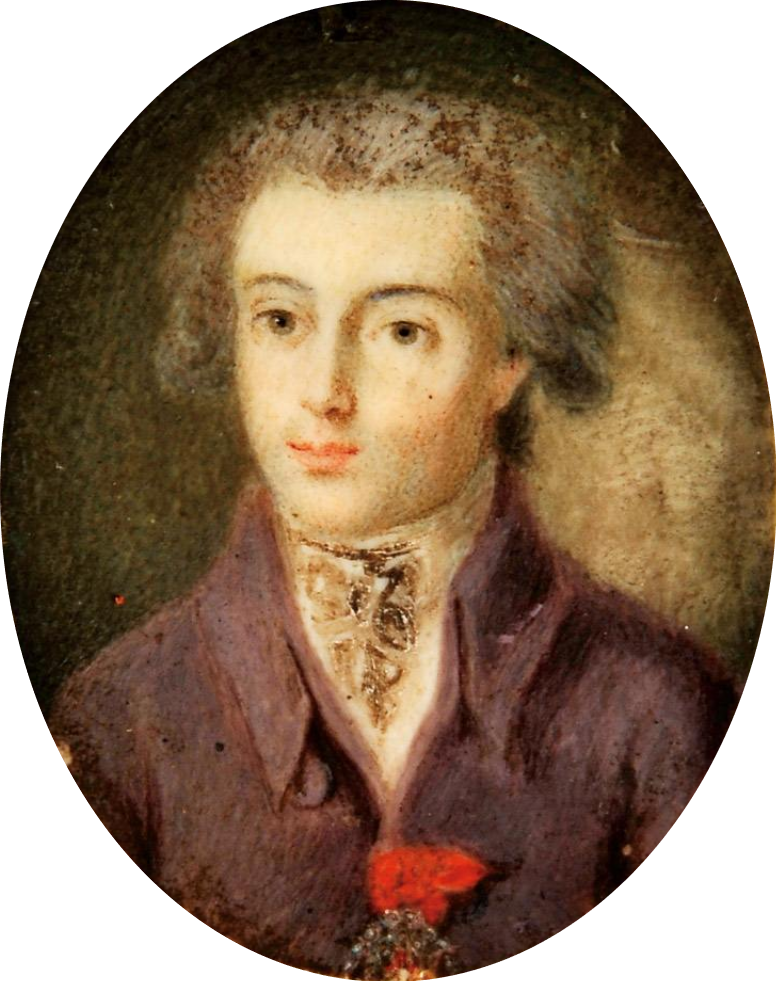
Retrato de D. Alexandre de Sousa Holstein, Conde de Sanfrè no Piemonte (1751-1803)

Destinada a viver o resto dos seus dias no convento da antiga Ordem de Santa Clara, como uma presidiária, D. Isabel Juliana de Sousa Coutinho Paim havia sido abandonada pela sua família, vivendo alguns dos piores e mais difíceis anos da sua vida. Somente após a morte do rei em 1777 e a queda do marquês de Pombal, durante o período que ficou conhecido como a Viradeira, sendo demitido por D. Maria I e desterrado para Pombal, a aristocrata recebeu a inesperada e furtiva visita de D. Alexandre de Sousa Holstein, auxiliado por algumas freiras, que havia sido obrigado a ir para Piemonte, Itália, durante a ocasião do seu casamento com D. José Francisco de Carvalho e Melo, para não interferir na cerimónia. Confessando o seu amor pela herdeira da Casa de Alva após vários anos e ainda sendo correspondido, poucos dias depois, o conde de Sanfrè voltou a visitar a sua amada, resgatando-a do convento para com ela se casar, após quase treze anos de separação e sete de clausura.

### Segundo Casamento

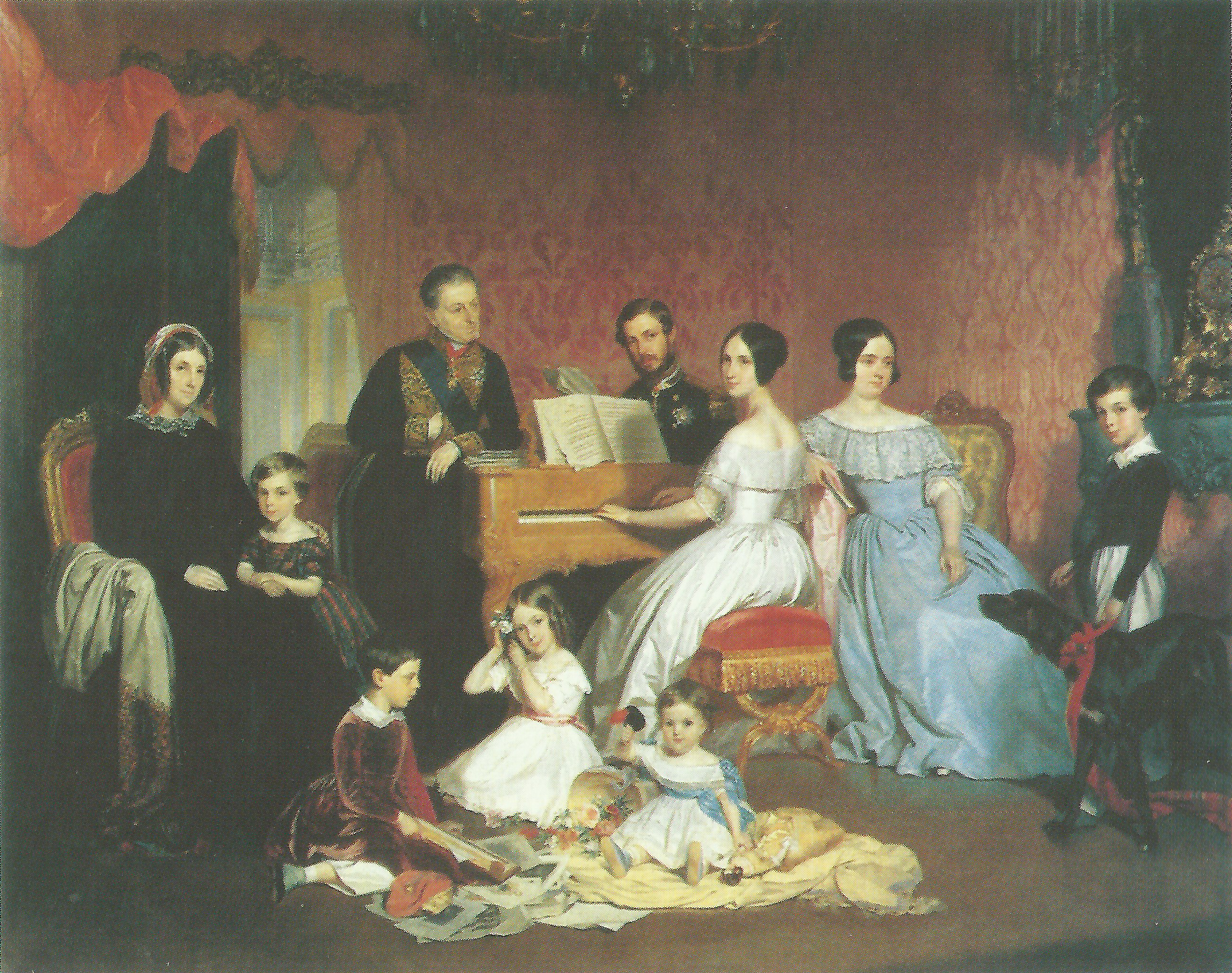
Retrato de D. Pedro de Sousa Holstein, duque de Palmela com a sua família no palácio do Calhariz.

Levada inicialmente para Lisboa, onde obteve a bênção da rainha D. Maria I, que a libertou da sua pena, D. Isabel Juliana de Sousa Coutinho Paim viajou de seguida para uma das maiores quintas do país, a do Calhariz, em Sesimbra, onde se casou com D. Alexandre de Sousa Holstein a 27 de junho de 1779, tornando-se senhora de Calhariz e condessa de Sanfrè.
Viajando intensamente nos anos que se seguiram ao seu casamento, sempre acompanhando o seu amado marido, que exercia como embaixador diplomático em várias cidades europeias, como Turim, Copenhaga, Berlim e Roma, a aristocrata envolveu-se na vida social e cultural de cada lugar por onde passou, recebendo aulas de pintura de Vieira Portuense e actuando como mecenas das artes.
Do seu casamento nasceram quatro filhos:
- D. Pedro de Sousa Holstein (1781-1850), 1.º duque de Palmela
- D. Mariana Vicência de Sousa Holstein (1784-1829), condessa de Alva
- D. Maria Teresa Frederica de Sousa Holstein (1786-1841), 1.ª condessa de Vila Real
- D. Catarina Juliana de Sousa e Holstein (1791-1871), 2.ª condessa de Linhares.[28][29]

### Falecimento
Sentindo-se bastante debilitada e taciturna, D. Isabel Juliana de Sousa Coutinho Paim viajou para a Suíça, onde procurou uma cura para o seu fraco estado de saúde, não resistindo por muito tempo. Faleceu a 10 de abril de 1793, em Genebra, sem se conhecer a causa da morte, com apenas 39 anos de idade, sendo sepultada em Sanfrè, Itália.

## Representações na Cultura Popular

### Teatro
- Sempre Noiva, peça teatral em quatro actos, escrita por Marcelino de Mesquita e encenada pela Sociedade de Artistas no Teatro Nacional D. Maria II, em Lisboa (1900), contando com interpretações de Emília Lopes, Lucinda do Carmo, Joaquim Costa, Augusto de Melo, Augusta Cordeiro, Carlos Posser, Laura Cruz e Virgínia Dias da Silva no papel principal de D. Isabel Paim.[30]

### Literatura
- A História do Bichinho-de-Conta (2022), romance baseado em acontecimentos verídicos da autoria de Tiago Rebelo[31]